# Broken Frame Tour
Il Broken Frame Tour è stato un tour musicale della band elettronica inglese dei Depeche Mode, intrapreso durante il 1982 e il 1983 per promuovere il secondo album in studio del gruppo A Broken Frame.

## Descrizione
È il primo tour con Alan Wilder come membro ufficiale della band e il primo a vedere in scaletta una canzone registrata con Wilder (Get the Balance Right!). In questo tour il gruppo si è per la prima volta esibito in diversi teatri europei, e ha per la prima volta tenuto concerti in Asia.

## Scaletta
1. Oberkorn (It's a Small Town) (intro)
2. My Secret Garden
3. See You
4. Satellite
5. New Life
6. Boys Say Go!
7. Tora! Tora! Tora!
8. - Nothing to Fear (fino alla fine del 1982)
  - Big Muff (dal 1983)
9. Leave in Silence
10. Shouldn't Have Done That
11. - Monument (fino alla fine del 1982)
  - Get the Balance Right (dal 1983)
12. The Meaning of Love
13. Just Can't Get Enough
14. A Photograph of You (fino alla fine del 1982)
15. The Sun & the Rainfall
primo bis
16. Shout!
17. Photographic
secondo bis
18. Dreaming of Me

## Date
| Data       | Città               | Paese          | Luogo                    | Note |
| ---------- | ------------------- | -------------- | ------------------------ | --- |
| Europa     |                     |                |                          | |
| 04/10/1982 | Bath                | Regno Unito    | Golddiggers              | |
| 06/10/1982 | Dublino             | Irlanda        | National Stadium         | |
| 07/10/1982 | Cork                | Irlanda        | Cork City Hall           | |
| 08/10/1982 | Galway              | Irlanda        | Leisureland              | |
| 10/10/1982 | Southampton         | Regno Unito    | Southampton City Hall    | |
| 11/10/1982 | Leicester           | Regno Unito    | De Montfort Hall         | |
| 12/10/1982 | Brighton            | Regno Unito    | Brighton Dome            | |
| 13/10/1982 | Southend-on-Sea     | Regno Unito    | Cliffs Pavilion          | |
| 15/10/1982 | Bristol             | Regno Unito    | Colston Hall             | |
| 16/10/1982 | Birmingham          | Regno Unito    | Odeon Theatre            | |
| 17/10/1982 | Birmingham          | Regno Unito    | Odeon Theatre            | |
| 19/10/1982 | Glasgow             | Regno Unito    | Tiffanys                 | |
| 20/10/1982 | Edimburgo           | Regno Unito    | Edinburgh Playhouse      | |
| 21/10/1982 | Newcastle upon Tyne | Regno Unito    | Newcastle City Hall      | |
| 22/10/1982 | Liverpool           | Regno Unito    | Liverpool Empire Theatre | |
| 24/10/1982 | Londra              | Regno Unito    | Hammersmith Odeon        | |
| 25/10/1982 | Londra              | Regno Unito    | Hammersmith Odeon        | Il concerto è stato trasmesso in televisione, e alcune tracce sono state registrate e pubblicate come b-side di alcuni singoli. |
| 27/10/1982 | Manchester          | Regno Unito    | Manchester Apollo        | |
| 28/10/1982 | Sheffield           | Regno Unito    | Sheffield City Hall      | |
| 29/10/1982 | Saint Austell       | Regno Unito    | Cornwall Coliseum        | |
| 25/11/1982 | Stoccolma           | Svezia         | Draken                   | |
| 26/11/1982 | Copenaghen          | Danimarca      | Saltlagret               | |
| 28/11/1982 | Bochum              | Germania Ovest | Zeche                    | |
| 29/11/1982 | Colonia             | Germania Ovest | Mulheim Stadthalle       | |
| 30/11/1982 | Amburgo             | Germania Ovest | Musikhalle               | |
| 02/12/1982 | Hannover            | Germania Ovest | Ballroom Blitz           | |
| 03/12/1982 | Berlino Ovest       | Germania Ovest | Metropol                 | |
| 04/12/1982 | Goslar              | Germania Ovest | Odeon                    | |
| 05/12/1982 | Monaco di Baviera   | Germania Ovest | Alabamahalle             | |
| 07/12/1982 | Stoccarda           | Germania Ovest | Oz                       | |
| 09/12/1982 | Saarbrücken         | Germania Ovest | Universität              | |
| 10/12/1982 | Minden              | Germania Ovest | Studio M                 | |
| 12/12/1982 | Bruxelles           | Belgio         | Le Mirano                | |
| 14/12/1982 | Utrecht, Utrecht    | Paesi Bassi    | Muziekcentrum            | |
| 07/03/1983 | Francoforte         | Germania Ovest | Messehalle               | |
| America    |                     |                |                          | |
| 24/03/1983 | New York City       | Stati Uniti    | The Ritz                 | |
| 25/03/1983 | Toronto             | Canada         | Music Hall               | |
| 26/03/1983 | Chicago             | Stati Uniti    | Aragon Ballroom          | |
| 28/03/1983 | Vancouver           | Canada         | Commodore Ballroom       | |
| 29/03/1983 | San Francisco       | Stati Uniti    | Kabuki Theater           | |
| 30/03/1983 | Los Angeles         | Stati Uniti    | Beverly Theater          | |
| Asia       |                     |                |                          | |
| 02/04/1983 | Tokyo               | Giappone       | Tsubaki House            | |
| 03/04/1983 | Tokyo               | Giappone       | New Latin Quarter Club   | |
| 06/04/1983 | Hong Kong           | Cina           | Academic Community Hall  | |
| 09/04/1983 | Bangkok             | Thailandia     | Napalai Convention Hall  | |
| 10/04/1983 | Bangkok             | Thailandia     | Napalai Convention Hall  | |
| Europa     |                     |                |                          | |
| 28/05/1983 | Schüttorf           | Germania Ovest | Vechtawiese Festival     | |

## Musicisti
- Dave Gahan - voce
- Martin Gore - sintetizzatori, cori
- Andy Fletcher - sintetizzatori
- Alan Wilder - sintetizzatori, cori

## Registrazioni ufficiali
Alcune performance della data di Londra del 25 ottobre 1982 furono registrate e pubblicate come b-side del singolo Get the Balance Right!.